# Vachellia leucophloea
Vachellia leucophloea is een boomsoort uit de vlinderbloemenfamilie (Leguminosae/Fabaceae). De soort komt voor op het Indisch subcontinent, Indochina en op Java en de Kleine Soenda-eilanden, waar hij groeit in droge bossen, savannes, boslanden en woestijngebieden, op hoogtes van zeeniveau tot op 800 meter hoogte.

## Synoniemen
- Acacia leucophloea (Roxb.) Willd.
- Mimosa leucophloea Roxb.